# ماریا رزادا
ماریا رُزادا (ایتالیایی: Maria Rosada؛ ۲ فوریه ۱۸۹۹ – ۱۷ ژانویه ۱۹۷۰) یک تدوین‌گر اهل ایتالیا بود.
از فیلم‌هایی که وی در آن‌ها نقش داشته‌است، می‌توان به سه آرزو، هارلم و زیبای خفته اشاره نمود.